# Bezirksvertretungswahl in Wien 2015
Die Bezirksvertretungswahlen in Wien 2015 wurden am 11. Oktober 2015 durchgeführt und gemeinsam mit der Landtags- und Gemeinderatswahl 2015 abgehalten. Am 18. September 2016 musste nach einem Erkenntnis des Verfassungsgerichtshofes die Wahl im zweiten Gemeindebezirk Leopoldstadt wiederholt werden.

## Ausgangslage

Relative Mehrheit in den Wiener Gemeindebezirken 2010 (= Anspruch auf den Bezirksvorsteher)

Trotz starker Verluste von 6,4 Prozent gegenüber 2005 konnte die Sozialdemokratische Partei Österreichs (SPÖ) bei der Bezirksvertretungswahl 2010 mit 41,3 Prozent ihre Mehrheit in 16 Bezirksvertretungen verteidigen und zudem die Mehrheit in Wieden hinzugewinnen. Damit stellte die SPÖ ab 2010 17 der 23 Bezirksvorsteher, in sechs der sieben übrigen Bezirke belegte sie zudem den zweiten Platz, womit die SPÖ dort jeweils einen Bezirksvorsteher-Stellvertreter erhielt. Die Freiheitliche Partei Österreichs (FPÖ) konnte nach den schweren Verlusten 2005 9,7 % gewinnen und belegte mit 23,5 % den zweiten Platz. In 12 Bezirken konnte die FPÖ dabei den zweiten Platz erreichen und damit ihren Anspruch von fünf auf 12 Bezirksvorsteher-Stellvertreter-Posten erhöhen. Bezirksvorsteher konnte die FPÖ, wie bisher bei allen Bezirksvertretungswahlen, keinen gewinnen. Die Österreichische Volkspartei (ÖVP) verbuchte ebenfalls starke Verluste und erreichte nach einem Minus von 3,3 % nur noch 15,6 %. Neben dem Verlust der Mehrheit im Bezirk Wieden konnte die ÖVP jedoch die Mehrheit in der Josefstadt von den Grünen zurückerobern. Damit stellte die ÖVP weiterhin fünf Bezirksvorsteher. Gleichzeitig büßte die ÖVP aber alle ihre bisherigen sieben Bezirksvorsteher-Stellvertreter ein. Die Grünen Wien stagnierten bei der Wahl und mussten auf Bezirksebene ein Minus von 0,6 % hinnehmen. Mit 15,2 % erreichten sie jedoch ihr bisher zweitbestes Ergebnis. Nach einer Parteispaltung verloren die Grünen den Posten des Bezirksvorstehers in der Josefstadt an die ÖVP, des Weiteren verloren die Grünen zwei Bezirksvorsteher-Stellvertreter an die FPÖ, während sie diese Position in zwei anderen Bezirken gewinnen konnten. Die KPÖ gewann zu ihren bisherigen zwei Mandaten eines hinzu und zog damit auch im Bezirk Landstraße in die Bezirksvertretung ein. Von den übrigen erneut kandidierenden Parteien konnte nur die Liste PRO Hetzendorf im Bezirk Meidling ihr Mandat verteidigen. Neu in den Bezirksvertretungen kamen die Liste „Echt Grün“ (Josefstadt, 5 Mandate), die Listen „Wir für Floridsdorf“ (Floridsdorf, 2 Mandate) und die Liste „Wir im Ersten“ (Innere Stadt, zwei Mandate).

## Wahlrecht
Wahlberechtigt sind bei der Bezirksvertretungswahl alle österreichischen Staatsbürger, die bis zum 11. Oktober 1999 geboren wurden und ihren Hauptwohnsitz am Stichtag der Wahl, dem 4. August 2015, in Wien begründet haben. Diese Personen sind auch bei der gleichzeitig stattfindenden Landtags- und Gemeinderatswahl stimmberechtigt. Nichtösterreichische Staatsbürger eines EU-Landes sind zusätzlich auch bei der Bezirksvertretungswahl wahlberechtigt, soweit sie ebenfalls bis zum 11. Oktober 1999 geboren wurden und ihren Hauptwohnsitz spätestens am 4. August 2015 in Wien begründet haben. Dies erhöht die Anzahl der Wahlberechtigten um 184.235 Personen von 1.143.076 auf 1.327.311. Rund 220.000 Personen im wahlfähigen Alter mit Wohnsitz in Wien sind als Drittstaatsbürger nicht wahlberechtigt.
Bei der Bezirksvertretungswahl werden in den 23 Bezirksvertretungen Wiens 1.142 Mandate vergeben, wobei die Anzahl in den einzelnen Bezirken je nach Einwohnerzahl zwischen 40 und 60 Mandaten schwankt. Auf Grund des Bevölkerungswachstums in verschiedenen Bezirken erhöhte sich die Mandatszahl in den Bezirksvertretungen gegenüber der letzten Wahl 2010 wienweit um 30 Mandate, wobei Simmering mit sechs Mandaten den höchsten Zuwachs erfuhr. Meidling, Rudolfsheim-Fünfhaus, Brigittenau und Liesing verzeichneten einen Zuwachs von je vier Mandaten, Penzing, Ottakring und Döbling erhalten zwei zusätzliche Mandate. Indirekt wird mit der Wahl auch der Bezirksvorsteher bestimmt, da die Partei mit den meisten Stimmen in einem Bezirk diesen sowie dessen ersten Stellvertreter zu wählen berechtigt ist, während der zweite Stellvertreter von der zweitstärksten Partei gewählt wird.
Die Mandate der Bezirksvertretungen werden den wahlwerbenden Parteien nach dem d’Hondt’schen Verfahren in einem Ermittlungsverfahren zugeteilt. Es gibt, anders als bei der Landtags- und Gemeinderatswahl mit einer Fünf-Prozent-Hürde im zweiten Ermittlungsverfahren, keine Sperrklausel.
Mit 203.874 ausgestellten Wahlkarten wurde deren bisher höchste Anzahl bei Wiener Wahlen seit der Einführung der Briefwahl im Jahr 2008 erreicht.

## Kandidierende Parteien

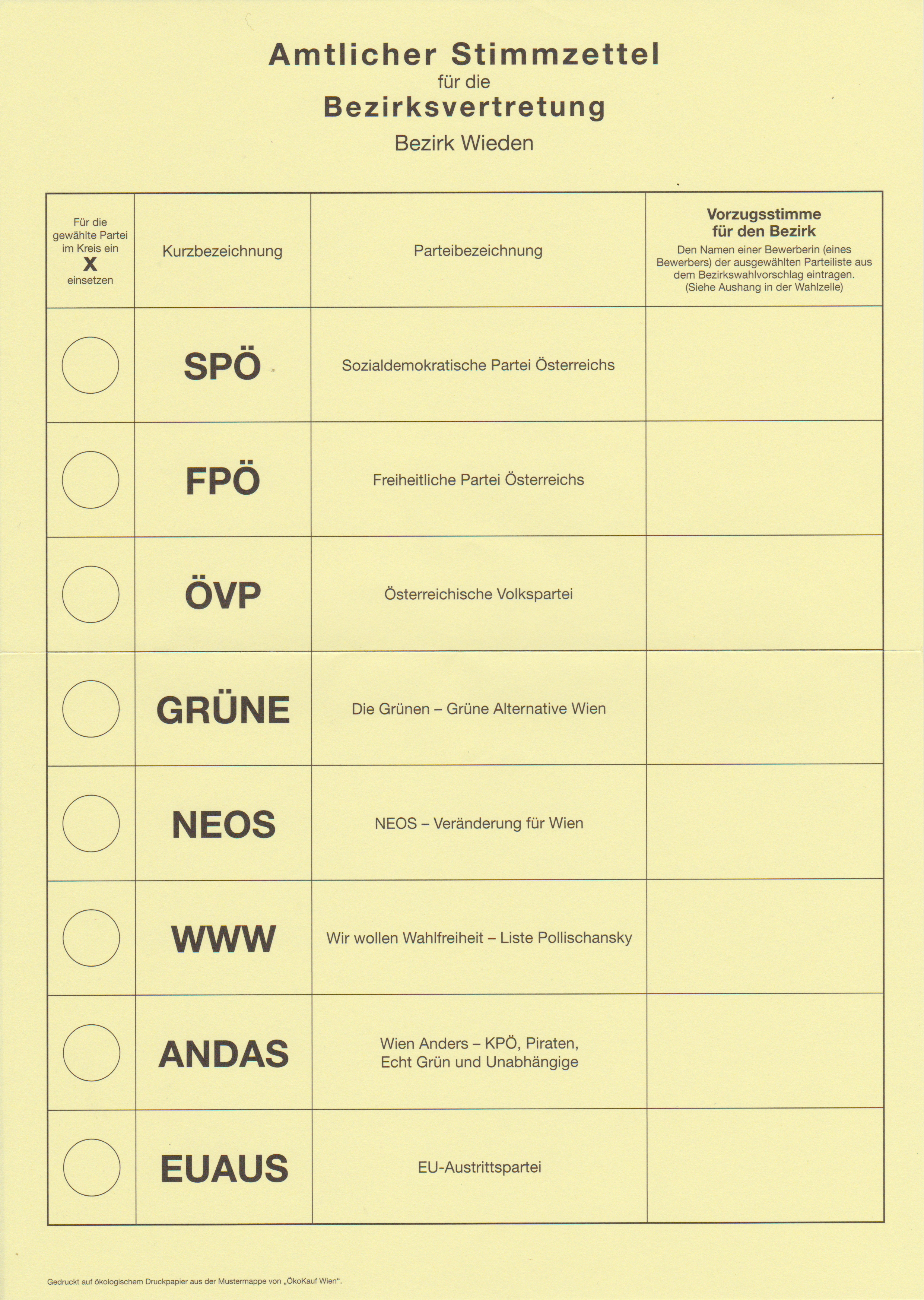
Amtlicher Stimmzettel für die Bezirksvertretung am Beispiel des Bezirks Wieden

Es treten die folgenden wahlwerbenden Parteien in allen Bezirken zur Wahl an:
- Sozialdemokratische Partei Österreichs (SPÖ)
- Freiheitliche Partei Österreichs (FPÖ)
- Österreichische Volkspartei (ÖVP)
- Die Grünen Wien (GRÜNE)
- NEOS – Das Neue Österreich und Liberales Forum (NEOS)
- WWW – Wir Wollen Wahlfreiheit (unterstützt von BZÖ und Team Stronach)
- Wien anders (ANDAS)

Die nachstehenden wahlwerbenden Parteien treten in einem oder mehreren Bezirken an:
- EU-Austrittspartei (EUAUS)
- Gemeinsam für Wien (GFW)
- Partei der Arbeit – Solidaritätsplattform (PdA)
- Freidemokraten (FREIE)
- Männerpartei – Für ein faires Miteinander (M)
- Pro Hetzendorf (PH)
- Sozialistische LinksPartei (SLP)
- Wir für Floridsdorf (WIFF)
- WIR im Ersten (WIR)
- ECHT Josefstadt – Liste Heribert Rahdjian (ECHT)
- RKO Befreiung – Gleiche Rechte für Muslime (RKOB)
- WIR Hietzing

Hiervon stellen SPÖ, FPÖ, ÖVP und Grüne nach der Wahl 2010 in allen Bezirksvertretungen Mandatare. Die KPÖ, die 2015 im Wahlbündnis ANDAS antritt, hat je einen Mandatar in den Bezirken Leopoldstadt, Landstraße und Margareten. Pro Hetzendorf ist mit einem Sitz in Meidling, WIFF mit zwei in Floridsdorf, WIR im Ersten mit zwei in der Inneren Stadt und ECHT mit fünf in der Josefstadt vertreten.

## Ausgangslage nach Bezirken
Wahlumfragen zur Bezirksvertretungswahl liegen nicht vor, das besondere Medieninteresse gilt im Vorfeld der Wahl jedoch jenen Bezirken, in denen ein Wechsel der Mehrheit möglich scheint. Von den Medien wurden insbesondere die Bezirke Innere Stadt, Wieden, Mariahilf, Josefstadt, Alsergrund, Simmering, Währing und Döbling als „Swing State“ bezeichnet.

### Innere Stadt
Nachdem die bisherige ÖVP-Bezirksvorsteherin Ursula Stenzel von ihrer Partei nicht mehr als Listenerste für die Bezirksvertretungswahl gewählt worden war, wechselte Stenzel am 1. September 2015 als parteifreie Kandidatin zur FPÖ. Auf Grund ihres Antretens auf dem ersten Listenplatz der FPÖ sowie des Antretens der NEOS und der neuerliche Kandidatur der bürgerlich-wirtschaftlichen Liste „Wir im Ersten“ prognostizierte Politikberater Thomas Hofer der ÖVP deutliche Verluste. Dadurch könnten SPÖ und Grüne die ÖVP im 1. Bezirk überholen, wohingegen Hofer der FPÖ auf Grund ihres niedrigen Wahlergebnisses von nur 10 Prozent bei der Wahl 2010 wenig Chancen einräumte. Die ÖVP tritt 2015 mit dem Großneffe von Leopold Figl, Markus Figl an und muss ein Wahlergebnis von 38 Prozent verteidigen. Figl tritt bei der Wahl für eine „bewohnte Innere Stadt“ ein und forderte die Sicherstellung der Mobilität der Einwohner, eine Erschwerung der Umwidmung von Wohn- in Büroraum, mehr Bürgerbeteiligung, mehr Nahversorgung, einen „Kataster“ gegen den „Wildwuchs an Schanigärten“ sowie eine Umgestaltung von Stephans- und Schwedenplatz. Die SPÖ, die 2005 noch auf 30 Prozent kam und 2010 auf 23 Prozent zurückfiel, setzte sich ein Wahlziel von 28 bis 29 Prozent um den ersten Platz zu belegen. SPÖ-Spitzenkandidatin Daniela Ecker-Stepp setzt dabei vor allem auf Verkehrsberuhigung und mehr Freiraum im öffentlichen Raum. Weitere SPÖ-Ziele sind eine Überplattung des Schwedenplatzes, eine Fußgängerzone in der Börsegasse sowie die Schaffung leistbarere Wohnungen. Die Grünen, die 2005 und 2010 jeweils 18 Prozent für sich verbuchen konnten, treten mit dem Unternehmer Alexander Hirschenhauser vor allem gegen Immobilienspekulationen auf. Zudem planen sie mehr Sitzbänke und Bäume für die Innere Stadt und einen sofortigen Projektstart für die Umgestaltung des Schwedenplatzes. Ursula Stenzel selbst nannte als Wahlziel vor allem die Verhinderung von Rot-Grün im ersten Bezirk.

### Wieden
Im Bezirk Wieden stellte zwischen 1946 und 2010 durchgehend die ÖVP den Bezirksvorsteher. 2010 gelang es jedoch der SPÖ mit nur fünf Stimmen Vorsprung auf die Grünen die ÖVP zu überholen. SPÖ und Grüne kamen 2010 auf 28,2 Prozent, die ÖVP auf 28,1 Prozent. Auf Grund des knappen Ergebnisses bei der letzten Bezirksvertretungswahl ist das Rennen zwischen diesen dreit Parteien völlig offen. Die SPÖ geht mit dem bisherigen Bezirksvorsteher Leopold Plasch ins Rennen, der unter anderem die Errichtung von Anrainerparkplätzen fordert. Die Grünen schicken erneut die Übersetzerin Barbara Neuroth ins Rennen, die eine Begegnungszone für die Untere Favoritenstraße, eine Öffnung des Wirtschaftskammer- und Theresaniumparks sowie finanzierbaren Wohnraum anstrebt. Die Begegnungszone wird sowohl von Plasch als auch vom ÖVP-Spitzenkandidaten Johannes Pasquali abgelehnt, der vielmehr neue Parkplätze schaffen und gegen „Partyzonen“ im Bezirk vorgehen will.

### Mariahilf
Im Bezirk Mariahilf wird ein Rennen zwischen der SPÖ und den Grünen für möglich gehalten, wobei die SPÖ bei der Wahl 2010 mit Bezirksvorsteherin Renate Kaufmann auf 37,1 Prozent kam und die Grünen mit einem deutlichen Rückstand bzw. 26,1 Prozent Zweiter wurden. Kaufmann tritt bei der Wahl 2015 jedoch nicht mehr an. Ihr Nachfolger als Bezirksvorsteher und SPÖ-Spitzenkandidat Markus Rumelhart tritt für eine Verkehrsberuhigung der Gumpendorfer Straße ein und fordert die Sanierung der U6-Station Gumpendorfer Straße. zudem soll in der Stumpergasse ein neuer Gemeindebau mit Kindergarten und Seniorenwohnungen entstehen. Die ehemalige Landtagsabgeordnete Susanne Jerusalem (GRÜNE) tritt wiederum für eine Umgestaltung der Flohmarktplatte beim Naschmarkt zu einer „Mehrzweckfläche“, für mehr „Aufenthaltsqualität“ auf der Gumpendorfer Straße sowie die Schaffung einer öffentlichen Ganztagsschule ein.

### Josefstadt
In der Josefstadt stellte die ÖVP zwischen 1945 und 2005 durchgehend den Bezirksvorsteher. 2005 gelang es den Grünen jedoch unter Heribert Rahdjian, die ÖVP zu überholen. Nach einer Parteispaltung verloren die Grünen 2010 allerdings wieder den Bezirksvorsteherposten an die ÖVP unter Veronika Mickel-Göttfert, die rund 28 Prozent erzielte. Die Grünen kamen auf 24 Prozent, die SPÖ auf 23 Prozent. Da die Gruppierung rund um den Ex-Grün-Bezirksvorsteher Heribert Rahdjian „Echt Josefstadt“ (zuvor „Echt Grün“) erneut kandidiert und die NEOS der ÖVP Stimmen kosten könnte, ist das Rennen um den Bezirksvorsteher vor der Wahl völlig offen. Während Mickl im Wahlkampf für mehr Anrainerparkplätze, mehr Grünraum durch die Öffnung von Parkflächen und eine neue Volksschule mit Hort auftritt setzen die Grünen unter Bezirksvorsteher-Stellvertreter Alexander Spritzendorfer auf die Umgestaltung von öffentlichen Flächen und die Schaffung eines neuen Parkes.

### Alsergrund
Am Alsergrund lag die SPÖ 2010 nur 3,5 Prozentpunkte vor den Grünen. Bezirksvorsteherin Martina Malyar (SPÖ) nannte als Wahlziel für 2015 das Ausbauen oder das Halten des Vorsprungs auf die Grünen. Sie tritt bei der Wahl für eine Entwicklung des ehemaligen Wirtschaftsuniversitätsareals mit vornehmlich Wohnungen und einem Bildungscampus auf. Die Grünen um Spitzenkandidatin Momo Kreuz setzten sich neben der Umgestaltung des WU-Areals vor allem für die Aufwertung der Alserbachstraße bzw. der Liechtensteinstraße mittels Frei- und Grünräumen sowie die Schaffung einer Begegnungszone am Julius-Tandler-Platz ein. ÖVP-Kandidat Gregor Eitler will am WU-Areal unter anderem ein Generationenhaus und Sportmöglichkeiten erreicht, wobei der ÖVP, die den Bezirk zeitweise regierte Außenseiterchancen eingeräumt werden. Eitler selbst nannt Platz zwei als Wahlziel.

### Simmering
Während FPÖ-Parteimanager Anton Mahdalik die Eroberung der Bezirke Simmering, Floridsdorf, Donaustadt und Favoriten als Wahlziel definierte und Parteichef Heinz-Christian Strache sich auch in Liesing Chancen ausrechnete, wurde der FPÖ insbesondere in Simmering die Chance eingeräumt, erstmals einen Bezirksvorsteher in Wien zu stellen. 2010 erzielte die FPÖ hier mit 34 Prozent ihr bestes Bezirksergebnis, jedoch lag sie immer noch deutlich hinter der SPÖ, die 49 Prozent erreichte. Auf Grund der hohen Verluste von 11,5 Prozent auf Seiten der SPÖ bzw. der Gewinne der FPÖ von 16,1 Prozent wird bei einem Fortsetzen dieses Trends der Verlust der Mehrheit der SPÖ insbesondere im Zuge der Flüchtlingskrise in Europa aber für möglich gehalten. Die SPÖ tritt mit Bezirksvorsteherin Eva-Maria Hatzl an, die FPÖ schickt den langjährigen, stellvertretenden Bezirksvorsteher Paul Stadler ins Rennen.

### Währing
In Währing, das seit 1946 von der ÖVP regiert wird, sicherte sich die ÖVP unter Langzeit-Bezirksvorsteher Karl Homole bei der Wahl 2010 mit 30,6 Prozent knapp den ersten Platz. Die SPÖ kam auf 27,0 Prozent, die Grünen auf 25,8 Prozent, die als einzige der drei Parteien bei der Wahl zulegen konnten. Homole, der erneut antritt, könnte neben den neu kandidierenden NEOS insbesondere der negative Landestrend der ÖVP den Posten als Bezirksvorsteher kosten. Er setzt bei der Wahl unter anderem auf Anrainerparken und tritt gegen das Parkpickerl auf, das vom Spitzenkandidaten und Bezirksvorsteher-Stellvertreter der SPÖ Josef Eichinger ebenso gefordert wird wie von der ehemaligen Landessprecherin und Spitzenkandidatin der Währinger Grünen Silvia Nossek. Zudem tritt die ÖVP für eine Einbahnführung der Währinger Straße und eine Ampellösung für die Gersthofer Straße auf. Die SPÖ fordert im Wahlkampf einen Indoor-Spielplatz im Amtshaus, die Errichtung von Gemeindewohnungen und einer Wohnsammelgarage sowie die Überplattung der S45-Strecke, die Grünen setzen auf eine Verkehrsberuhigung der Gersthofer Straße, mehr Grün für das Kreuzgassenviertel und die Attraktivierung der Währinger Straße.

### Döbling
Bei der Bezirksvertretungswahl 1978 konnte Adolf Tiller den bisher von der SPÖ dominierten Bezirk für die ÖVP erobern. Seitdem amtiert Tiller im 19. Bezirk als Bezirksvorsteher. Bei der Wahl 2010 kam die ÖVP auf 36 Prozent, die SPÖ lag mit 32 Prozent nur vier Prozent hinter der ÖVP. Auf Grund ähnlicher Faktoren wie im Nachbarbezirk Währing könnte die ÖVP ihre Führungsposition in Döbling an die SPÖ verlieren. Tiller setzt im Wahlkampf unter anderem auf einen Entlastungstunnel unter dem Wienerwald zur Ableitung des Durchzugsverkehrs der Heurigenorte, die Aufwertung der Muthgasse durch die Errichtung eines Bioclusters und einer universitären Einrichtung oder die Verlängerung der U4 nach Klosterneuburg. Die SPÖ unter Bezirksvorsteher-Stellvertreter Anton Mandl tritt hingegen beispielsweise für die Errichtung eines Bildungscampus mit Ganztagsvolksschule in Nußdorf, den Ausbau von Freizeitmöglichkeiten für Kinder und die Einführung des Parkpickerls auf.

## Ergebnisse

Mehrheiten auf Bezirksebene

Zweitstärkste Partei auf Bezirksebene

Im Endergebnis wechselten nur zwei Bezirke die Farbe: Simmering, das mit Paul Stadler erstmals in der Geschichte Wiens einen freiheitlichen Bezirksvorsteher bekam, sowie Währing, in dem die Grüne Silvia Nossek den langjährigen Bezirksvorsteher Karl Homole ablöste.
In allen anderen Bezirken setzten sich die Parteien durch, die auch bisher den Bezirksvorsteher stellten, im Fall von Favoriten, Floridsdorf und der Donaustadt allerdings nur knapp.
Ebenfalls knapp war das Ergebnis in der Inneren Stadt, wo Markus Figl von der ÖVP sich gegen Daniela Ecker-Stepp durchsetzen konnte. Die zur FPÖ gewechselte bisherige Bezirksvorsteherin Ursula Stenzel wurde abgeschlagen Dritte.

### Gesamtergebnis
|                                                       | Ergebnisse 2015  | Ergebnisse 2015  | Ergebnisse 2015  | Ergebnisse 2010  | Ergebnisse 2010  | Ergebnisse 2010  | Differenzen | Differenzen | Differenzen |
| ----------------------------------------------------- | ---------------- | ---------------- | ---------------- | ---------------- | ---------------- | ---------------- | ----------- | ----------- | ----------- |
| Wahlberechtigte                                       | 1.327.311        | 1.327.311        | 1.327.311        | 1.252.877        | 1.252.877        | 1.252.877        | +74.434     | +74.434     | +74.434     |
| Wahlbeteiligung                                       | 67,40 %          | 67,40 %          | 67,40 %          | 63,39 %          | 63,39 %          | 63,39 %          | +4,01 %     | +4,01 %     | +4,01 %     |
|                                                       | Stimmen          | %                | Mand.            | Stimmen          | %                | Mand.            | Stimmen     | %           | Mand.       |
| Abgegebene Stimmen                                    | 894.597          |                  | 1144             | 794.165          |                  | 1112             | +100.432    |             | +32         |
| Ungültig                                              | 23.653           | 2,64 %           |                  | 19.393           | 2,44 %           |                  | +4.260      | +0,20 %     |             |
| Gültig                                                | 870.944          | 97,36 %          |                  | 774.772          | 97,56 %          |                  | +96.172     | −0,20 %     |             |
| Partei                                                |                  |                  |                  |                  |                  |                  |             |             |             |
| Sozialdemokratische Partei Österreichs (SPÖ)          | 316.014          | 36,28 %          | 415              | 319.719          | 41,27 %          | 460              | −3.705      | −4,99 %     | −45         |
| Freiheitliche Partei Österreichs (FPÖ)                | 241.700          | 27,75 %          | 298              | 182.337          | 23,53 %          | 240              | +59.363     | +4,22 %     | +58         |
| Die Grünen Wien (Grüne)                               | 129.397          | 14,86 %          | 203              | 117.621          | 15,18 %          | 198              | +11.776     | −0,32 %     | +5          |
| Österreichische Volkspartei (ÖVP)                     | 103.442          | 11,88 %          | 151              | 120.674          | 15,58 %          | 198              | −17.232     | −3,70 %     | −47         |
| NEOS – Das Neue Österreich und Liberales Forum (NEOS) | 48.156           | 5,53 %           | 62               | nicht kandidiert | nicht kandidiert | nicht kandidiert | +48.156     | +5,53 %     | +62         |
| Wien anders (ANDAS)                                   | 12.453           | 1,43 %           | 5                | nicht kandidiert | nicht kandidiert | nicht kandidiert | +12.453     | +1,43 %     | +5          |
| Gemeinsam für Wien (GFW)                              | 7.679            | 0,88 %           | 3                | nicht kandidiert | nicht kandidiert | nicht kandidiert | +7.679      | +0,88 %     | +3          |
| Wir für Floridsdorf (WIFF)                            | 3.915            | 0,45 %           | 3                | 2.600            | 0,34 %           | 2                | +1.315      | +0,11 %     | +1          |
| EU-Austrittspartei (EUAUS)                            | 3.343            | 0,38 %           | 0                | nicht kandidiert | nicht kandidiert | nicht kandidiert | +3.343      | +0,38 %     | ±0          |
| WWW – Wir Wollen Wahlfreiheit                         | 1.614            | 0,19 %           | 0                | nicht kandidiert | nicht kandidiert | nicht kandidiert | +1.614      | +0,19 %     | ±0          |
| Pro Hetzendorf (PH)                                   | 835              | 0,10 %           | 1                | 856              | 0,11 %           | 1                | −21         | −0,01 %     | ±0          |
| ECHT Josefstadt – Liste Heribert Rahdjian (ECHT)      | 585              | 0,07 %           | 1                | 1.420            | 0,18 %           | 5                | −835        | −0,11 %     | −4          |
| WIR im Ersten (WIR)                                   | 466              | 0,05 %           | 2                | 566              | 0,07 %           | 2                | −100        | −0,02 %     | ±0          |
| Partei der Arbeit – Solidaritätsplattform (PdA)       | 441              | 0,03 %           | 0                | nicht kandidiert | nicht kandidiert | nicht kandidiert | +441        | +0,03 %     | ±0          |
| Männerpartei – Für ein faires Miteinander (M)         | 264              | 0,03 %           | 0                | nicht kandidiert | nicht kandidiert | nicht kandidiert | +264        | +0,03 %     | ±0          |
| WIR Hietzing                                          | 233              | 0,03 %           | 0                | nicht kandidiert | nicht kandidiert | nicht kandidiert | +233        | +0,03 %     | ±0          |
| Freidemokraten (FREIE)                                | 226              | 0,03 %           | 0                | nicht kandidiert | nicht kandidiert | nicht kandidiert | +226        | +0,03 %     | ±0          |
| Sozialistische LinksPartei (SLP)                      | 151              | 0,02 %           | 0                | 197              | 0,03 %           | 0                | −46         | −0,01 %     | ±0          |
| RKO Befreiung – Gleiche Rechte für Muslime (RKOB)     | 30               | 0,00 %           | 0                | nicht kandidiert | nicht kandidiert | nicht kandidiert | +30         | +0,00 %     | ±0          |
| Sonstige                                              | nicht kandidiert | nicht kandidiert | nicht kandidiert | 28.782           | 3,71 %           | 3                | −28.782     | −3,71 %     | −3          |

### Ergebnisse nach Bezirken
Anmerkung: Die Daten, den Bezirk Leopoldstadt betreffend, basieren auf der vom VfGH aufgehobenen Wahl vom Oktober 2015 und sind darum durchgestrichen
| Bezirk | SPÖ  | FPÖ  | ÖVP  | Grüne | NEOS | Sonstige |
| ------ | ---- | ---- | ---- | ----- | ---- | -------- |
| 1.     | 24,2 | 18,7 | 25,7 | 16,0  | 9,5  | 6,0      |
| 2.     | 38,6 | 22,1 | 7,1  | 22,2  | 5,7  | 4,3      |
| 3.     | 37,9 | 20,8 | 11,4 | 19,3  | 7,3  | 3,3      |
| 4.     | 32,0 | 15,0 | 16,1 | 26,1  | 8,6  | 2,2      |
| 5.     | 38,8 | 19,9 | 8,1  | 22,8  | 6,2  | 4,2      |
| 6.     | 33,9 | 14,8 | 11,6 | 29,8  | 7,3  | 2,7      |
| 7.     | 24,7 | 13,5 | 10,2 | 41,0  | 8,1  | 2,5      |
| 8.     | 19,7 | 10,0 | 30,6 | 27,2  | 6,0  | 6,6      |
| 9.     | 31,3 | 15,5 | 13,8 | 27,5  | 8,9  | 3,0      |
| 10.    | 40,4 | 38,2 | 6,7  | 7,1   | 3,4  | 4,2      |
| 11.    | 40,8 | 41,8 | 5,0  | 5,6   | 3,4  | 3,4      |
| 12.    | 38,8 | 29,8 | 8,3  | 12,7  | 4,7  | 5,7      |
| 13.    | 23,3 | 16,6 | 39,4 | 11,9  | 6,4  | 2,4      |
| 14.    | 35,2 | 27,2 | 13,6 | 15,2  | 6,2  | 2,6      |
| 15.    | 39,1 | 24,8 | 6,7  | 21,2  | 4,5  | 3,8      |
| 16.    | 38,7 | 26,5 | 8,8  | 17,0  | 4,9  | 4,0      |
| 17.    | 34,1 | 23,4 | 12,5 | 19,8  | 7,2  | 3,0      |
| 18.    | 22,2 | 13,3 | 27,3 | 28,1  | 7,5  | 1,7      |
| 19.    | 27,8 | 18,1 | 32,5 | 11,7  | 7,9  | 1,9      |
| 20.    | 41,7 | 30,1 | 5,7  | 13,3  | 4,5  | 4,7      |
| 21.    | 38,4 | 37,2 | 6,5  | 7,3   | 3,6  | 7,1      |
| 22.    | 40,7 | 36,7 | 6,9  | 8,5   | 4,7  | 2,5      |
| 23.    | 39,2 | 31,8 | 10,9 | 9,7   | 6,1  | 2,3      |

| Bezirk | Gesamt | SPÖ | FPÖ | ÖVP | Grüne | NEOS | ANDAS | Sonstige |
| ------ | ------ | --- | --- | --- | ----- | ---- | ----- | -------- |
| 1.     | 40     | 10  | 8   | 10  | 6     | 4    | –     | WIR 2    |
| 2.     | 60     | 24  | 14  | 4   | 14    | 3    | 1     | –        |
| 3.     | 56     | 22  | 12  | 6   | 11    | 4    | 1     | –        |
| 4.     | 40     | 13  | 6   | 7   | 11    | 3    | –     | –        |
| 5.     | 40     | 16  | 8   | 3   | 10    | 2    | 1     | –        |
| 6.     | 40     | 14  | 6   | 5   | 12    | 3    | –     | –        |
| 7.     | 40     | 10  | 5   | 4   | 18    | 3    | –     | –        |
| 8.     | 40     | 8   | 4   | 13  | 12    | 2    | –     | ECHT 1   |
| 9.     | 40     | 13  | 6   | 6   | 12    | 3    | –     | –        |
| 10.    | 60     | 25  | 24  | 4   | 4     | 2    | –     | GfW 1    |
| 11.    | 60     | 25  | 26  | 3   | 3     | 2    | –     | GfW 1    |
| 12.    | 58     | 24  | 18  | 5   | 8     | 2    | –     | PRO H. 1 |
| 13.    | 40     | 10  | 7   | 16  | 5     | 2    | –     | –        |
| 14.    | 56     | 20  | 16  | 8   | 9     | 3    | –     | –        |
| 15.    | 50     | 20  | 13  | 3   | 11    | 2    | 1     | –        |
| 16.    | 60     | 24  | 17  | 5   | 10    | 3    | 1     | –        |
| 17.    | 40     | 14  | 10  | 5   | 8     | 3    | –     | –        |
| 18.    | 40     | 9   | 5   | 11  | 12    | 3    | –     | –        |
| 19.    | 48     | 14  | 9   | 16  | 5     | 4    | –     | –        |
| 20.    | 56     | 25  | 18  | 3   | 7     | 2    | –     | GfW 1    |
| 21.    | 60     | 24  | 23  | 4   | 4     | 2    | –     | WIFF 3   |
| 22.    | 60     | 26  | 23  | 4   | 5     | 2    | –     | –        |
| 23.    | 60     | 25  | 20  | 6   | 6     | 3    | –     | –        |
| Gesamt | 1144   | 415 | 298 | 151 | 203   | 62   | 5     | 10       |

## Wahlwiederholung in der Leopoldstadt
Bei der Bezirksvertretungswahl in der Leopoldstadt haben nach der ersten Auszählung 82 Briefwahl-Stimmen gefehlt, nach einer neuerlichen Zählung durch die Stadtwahlbehörde waren es 23 Stimmen zu viel. Die FPÖ lag laut vorläufigem Endergebnis nur 25 Stimmen hinter den zweitplatzierten Grünen und hoffte durch eine Neuauszählung noch den zweiten Platz erringen und damit den stellvertretenden Bezirksvorsteher stellen zu können. Nach Neuauszählung der Stimmen kündigte die FPÖ den Gang zum Verfassungsgerichtshof an.
Im Juni 2016 entschied der Verfassungsgerichtshof, dass die Wahl wiederholt werden muss, da die festgestellten Unstimmigkeiten auf eine Verletzung der Wiener Wahlordnung und damit auf Rechtswidrigkeiten zurückzuführen sind die den Wahlausgang beeinflusst haben könnten. Die Wahlwiederholung fand am 18. September 2016 statt. Bedingt durch die geringe Wahlbeteiligung von 35,0 % (2015: 64,7 %) konnten die Grünen dank guter Mobilisierung den ersten Platz erreichen, und stellen damit in nun drei Wiener Gemeindebezirken den Bezirksvorsteher.
| SPÖ  | FPÖ  | ÖVP | Grüne | NEOS | Sonstige |
| ---- | ---- | --- | ----- | ---- | -------- |
| 28,1 | 22,5 | 6,0 | 35,3  | 5,1  | 3,0      |

| Gesamt | SPÖ | FPÖ | ÖVP | Grüne | NEOS | ANDAS |
| ------ | --- | --- | --- | ----- | ---- | ----- |
| 60     | 17  | 14  | 3   | 22    | 3    | 1     |

### Gesamtergebnis
|                                                       | Ergebnisse 2015  | Ergebnisse 2015  | Ergebnisse 2015  | Ergebnisse 2010  | Ergebnisse 2010  | Ergebnisse 2010  | Differenzen | Differenzen | Differenzen |
| ----------------------------------------------------- | ---------------- | ---------------- | ---------------- | ---------------- | ---------------- | ---------------- | ----------- | ----------- | ----------- |
| Wahlberechtigte                                       | 1.327.311        | 1.327.311        | 1.327.311        | 1.252.877        | 1.252.877        | 1.252.877        | +74.434     | +74.434     | +74.434     |
| Wahlbeteiligung                                       | 65,79 %          | 65,79 %          | 65,79 %          | 63,39 %          | 63,39 %          | 63,39 %          | +2,40 %     | +2,40 %     | +2,40 %     |
|                                                       | Stimmen          | %                | Mand.            | Stimmen          | %                | Mand.            | Stimmen     | %           | Mand.       |
| Abgegebene Stimmen                                    | 873.268          |                  | 1144             | 794.165          |                  | 1112             | +79.103     |             | +32         |
| Ungültig                                              | 22.598           | 2,59 %           |                  | 19.393           | 2,44 %           |                  | +3.205      | +0,15 %     |             |
| Gültig                                                | 850.670          | 97,41 %          |                  | 774.772          | 97,56 %          |                  | +75.898     | −0,15 %     |             |
| Partei                                                |                  |                  |                  |                  |                  |                  |             |             |             |
| Sozialdemokratische Partei Österreichs (SPÖ)          | 305.532          | 35,92 %          | 408              | 319.719          | 41,27 %          | 460              | −14.187     | −5,35 %     | −52         |
| Freiheitliche Partei Österreichs (FPÖ)                | 237.309          | 27,90 %          | 298              | 182.337          | 23,53 %          | 240              | +54.972     | +4,37 %     | +58         |
| Die Grünen Wien (Grüne)                               | 128.205          | 15,07 %          | 211              | 117.621          | 15,18 %          | 198              | +10.584     | −0,11 %     | +13         |
| Österreichische Volkspartei (ÖVP)                     | 101.739          | 11,96 %          | 150              | 120.674          | 15,58 %          | 198              | −18.935     | −3,62 %     | −46         |
| NEOS – Das Neue Österreich und Liberales Forum (NEOS) | 46.848           | 5,51 %           | 62               | nicht kandidiert | nicht kandidiert | nicht kandidiert | +46.848     | +5,51 %     | +62         |
| Wien anders (ANDAS)                                   | 11.778           | 1,38 %           | 5                | nicht kandidiert | nicht kandidiert | nicht kandidiert | +11.778     | +1,38 %     | +5          |
| Gemeinsam für Wien (GFW)                              | 7.364            | 0,87 %           | 3                | nicht kandidiert | nicht kandidiert | nicht kandidiert | +7.364      | +0,87 %     | +3          |
| Wir für Floridsdorf (WIFF)                            | 3.915            | 0,46 %           | 3                | 2.600            | 0,34 %           | 2                | +1.315      | +0,12 %     | +1          |
| EU-Austrittspartei (EUAUS)                            | 3.260            | 0,38 %           | 0                | nicht kandidiert | nicht kandidiert | nicht kandidiert | +3.260      | +0,38 %     | ±0          |
| WWW – Wir Wollen Wahlfreiheit                         | 1.514            | 0,18 %           | 0                | nicht kandidiert | nicht kandidiert | nicht kandidiert | +1.514      | +0,18 %     | ±0          |
| Pro Hetzendorf (PH)                                   | 835              | 0,10 %           | 1                | 856              | 0,11 %           | 1                | −21         | −0,01 %     | ±0          |
| ECHT Josefstadt – Liste Heribert Rahdjian (ECHT)      | 585              | 0,07 %           | 1                | 1.420            | 0,18 %           | 5                | −835        | −0,11 %     | −4          |
| WIR im Ersten (WIR)                                   | 466              | 0,05 %           | 2                | 566              | 0,07 %           | 2                | −100        | −0,02 %     | ±0          |
| Partei der Arbeit – Solidaritätsplattform (PdA)       | 416              | 0,05 %           | 0                | nicht kandidiert | nicht kandidiert | nicht kandidiert | +416        | +0,05 %     | ±0          |
| Männerpartei – Für ein faires Miteinander (M)         | 264              | 0,03 %           | 0                | nicht kandidiert | nicht kandidiert | nicht kandidiert | +264        | +0,03 %     | ±0          |
| WIR Hietzing                                          | 233              | 0,03 %           | 0                | nicht kandidiert | nicht kandidiert | nicht kandidiert | +233        | +0,03 %     | ±0          |
| Freidemokraten (FREIE)                                | 226              | 0,03 %           | 0                | nicht kandidiert | nicht kandidiert | nicht kandidiert | +226        | +0,03 %     | ±0          |
| Sozialistische LinksPartei (SLP)                      | 151              | 0,02 %           | 0                | 197              | 0,03 %           | 0                | −46         | −0,01 %     | ±0          |
| RKO Befreiung – Gleiche Rechte für Muslime (RKOB)     | 30               | 0,00 %           | 0                | nicht kandidiert | nicht kandidiert | nicht kandidiert | +30         | +0,00 %     | ±0          |
| Sonstige                                              | nicht kandidiert | nicht kandidiert | nicht kandidiert | 28.782           | 3,71 %           | 3                | −28.782     | −3,71 %     | −3          |